# Antizoma miersiana
Antizoma miersiana är en tvåhjärtbladig växtart som beskrevs av William Henry Harvey. 
Antizoma miersiana ingår i släktet Antizoma och familjen Menispermaceae. Inga underarter finns listade i Catalogue of Life.